# Eumecomera bicolor
Eumecomera bicolor är en skalbaggsart som först beskrevs av Horn 1870.  Eumecomera bicolor ingår i släktet Eumecomera och familjen blombaggar. Inga underarter finns listade i Catalogue of Life.